# Scandiano
Scandiano é uma comuna italiana da região da Emília-Romanha, província de Reggio Emilia, com cerca de 22.843 habitantes. Estende-se por uma área de 49 km², tendo uma densidade populacional de 466 hab/km². Faz fronteira com Albinea, Casalgrande, Castellarano, Reggio Emilia, Viano.
Pertence à rede das Cidades Cittaslow.

## Demografia
| Variação demográfica do município entre 1861 e 2011                               |
|                                                                                   |
| Fonte: Istituto Nazionale di Statistica (ISTAT) - Elaboração gráfica da Wikipedia |